# Daramus major
Daramus major là một loài bọ cánh cứng trong họ Cerambycidae.